# لیبنوالده
شهر لیبنوالده (به آلمانی: Liebenwalde) در ایالت برندنبورگ در کشور آلمان واقع شده‌است.